# Франко Танкреді
Франко Танкреді (італ. Franco Tancredi; нар. 10 січня 1955, Джуліанова) — колишній італійський футболіст, воротар.
Насамперед відомий виступами за клуб «Рома», а також національну збірну Італії.
Чемпіон Італії. Чотириразовий володар Кубка Італії. Володар Кубка Мітропи.

## Клубна кар'єра
Вихованець футбольної школи клубу «Джуліанова» з рідного міста. Дорослу футбольну кар'єру розпочав 1972 року в основній команді того ж клубу, в якій провів два сезони, взявши участь у 45 матчах чемпіонату.
Згодом з 1974 по 1977 рік грав у складі команд клубів «Мілан» та «Ріміні».
Своєю грою за останню команду привернув увагу представників тренерського штабу клубу «Рома», до складу якого приєднався 1977 року. Відіграв за «вовків» наступні тринадцять сезонів своєї ігрової кар'єри. Більшість часу, проведеного у складі «Роми», був основним голкіпером команди. Відзначався надзвичайно високою надійністю, пропускаючи в іграх чемпіонату в середньому менше одного голу за матч. За цей час виборов титул чемпіона Італії, ставав володарем Кубка Італії (чотири рази).
Завершив професійну ігрову кар'єру у клубі «Торіно», за команду якого виступав протягом 1990—1991 років. За цей час додав до переліку своїх трофеїв титул володаря Кубка Мітропи.

## Виступи за збірну
1984 року дебютував в офіційних матчах у складі національної збірної Італії. Протягом кар'єри у національній команді, яка тривала усього 3 роки, провів у формі головної команди країни 12 матчів, пропустивши 6 голів. У складі збірної був учасником чемпіонату світу 1986 року у Мексиці.
| Дата       | Місто         | Господарі | Результат | Гості      | Турнір           | Голи | Примітки         |
| ---------- | ------------- | --------- | --------- | ---------- | ---------------- | ---- | ---------------- |
| 26/09/1984 | Мілан         | Італія    | 1 – 0     | Швеція     | товариський матч | -    |                  |
| 03/11/1984 | Лозанна       | Швейцарія | 1 – 1     | Італія     | товариський матч | -1   |                  |
| 08/12/1984 | Пескара       | Італія    | 2 – 0     | Польща     | товариський матч | -    |                  |
| 05/02/1985 | Дублін        | Ірландія  | 1 – 2     | Італія     | товариський матч | -1   |                  |
| 13/03/1985 | Афіни         | Греція    | 0 – 0     | Італія     | товариський матч | -    |                  |
| 03/04/1985 | Асколі-Пічено | Італія    | 2 – 0     | Португалія | товариський матч | -    |                  |
| 06/06/1985 | Мехіко        | Італія    | 2 – 1     | Англія     | товариський матч | -1   | вийшов на 46'    |
| 25/09/1985 | Лечче         | Італія    | 1 – 2     | Норвегія   | товариський матч | -    | вийшов на 46'    |
| 16/11/1985 | Хожув         | Польща    | 1 – 0     | Італія     | товариський матч | -1   | замінений на 46' |
| 05/02/1986 | Авелліно      | Італія    | 1 – 2     | ФРН        | товариський матч | -1   | вийшов на 46'    |
| 26/03/1986 | Удіне         | Італія    | 2 – 1     | Австрія    | товариський матч | -1   | замінений на 46' |
| 11/05/1986 | Неаполь       | Італія    | 2 – 0     | КНР        | товариський матч | -    | вийшов на 46'    |
| Усього     |               | Матчів    | 12        |            | Голів            | -6   |                  |

## Титули і досягнення
- Чемпіон Італії (1):

«Рома»: 1982–83
- Володар Кубка Італії (4):

«Рома»: 1979–80, 1980–81, 1983–84, 1985–86
- Володар Кубка Мітропи (1):

«Торіно»: 1991